# Гофштейн Леонід Давидович
Леонід Давидович Гофштейн (нар. 21 квітня 1953 — 25 грудня 2015) — ізраїльський шахіст, представник СРСР до 1990 року, гросмейстер від 1993 року. Емігрував з УРСР до Ізраїлю у 1990 році. У 2001—2007 роках виступав під ім'ям Звулон Гофштейн.

## Шахова кар'єра
До кінця 1980-х років брав участь лише у турнірах, що проходили на території колишнього СРСР. Найбільшим його досягненням в цей період був поділ 1-го місця (разом із Зурабом Азмайпарашвілі, Георгієм Агзамовим і Володимиром Муратовим) у Єревані в 1981 році. Після еміграції до Ізраїлю належав до широкої когорти провідних шахістів країни, зокрема 1992 року виступаючи у складі збірної на шаховій олімпіаді в Манілі і на командному чемпіонаті Європи в Дебрецені. Того ж року посів 3-тє місце на сильному турнірі за запрошенням в Тель-Авіві (позаду Іллі Сміріна та Ігоря Хенкіна, попереду, зокрема, Анатолія Вайсера і Лева Псахіса). У наступних роках досягнув низки успіхів, зокрема, в таких містах, як:
- Каппель-ла-Гранд (1993, поділив 2-ге місце позаду Євгена Соложенкіна, разом із, зокрема, Ігорсом Раусісом, Володимиром Чучеловим, Юхимом Геллером і Яцеком Гданьськом),
- Тель-Авів (1996, Меморіал Моше Черняка, поділив 2-ге місце позаду Бориса Канцлера, разом з Іланом Манором і 1997, поділив 1-ше місце разом з Борисом Аврухом, Борисом Канцлером і Довом Цифроні),
- Квебек (1997, посів 2-ге місце позаду Александра Лесьєжа),
- Братто (1998, поділив 1-ше місце разом з Дмитром Гуревичем),
- Лісабон (1999, поділив 1-ше місце разом з Лазаро Брузоном),
- Хогевен (1999, поділив 1-ше місце разом з Михайлом Гуревичем, Олександром Береловичем, Рустамом Касимджановим і Сергієм Тівяковим),
- Канни (1999, поділив 1-ше місце разом із, зокрема, Александиром Делчевим),
- Тель-Авів (2000, посів 2-ге місце позаду Аліка Гершона),
- Монпельє (2000, поділив 2-ге місце позаду Хішама Хамдуші, разом із, зокрема, Андрієм Щекачовим і Зігурдсом Ланкою),
- Арко (2000, поділив 2-ге місце позаду Володимира Тукмакова, разом із, зокрема, Романом Слободяном і Венціславом Інкьовим),
- Тель-Авів (2002, чемпіонат Ізраїлю, поділив 1-ше місце разом з Борисом Аврухом та Іллєю Сміріним),
- Ашдод (2004, поділив 1-ше місце разом з Михайлом Ройзом),
- Барселона (2006, поділив 2-ге місце позаду Марка Нарсісо Дублана, разом з Хосе Гонсалесом Гарсією, Славко Чічаком і Жозепом Мануелем Лопесом Мартінесом),
- Нойгаузен (2007, посів 1-ше місце),
- Хайфа (2008, посів 1-ше місце).

Найвищий рейтинг Ело в кар'єрі мав станом на 1 січня 2000 року, досягнувши 2585 очок займав тоді 6-те місце серед ізраїльських шахістів.

## Турнірні результати

### Чемпіонати України
Леонід Гофштейн зіграв у 11 фінальних турнірах чемпіонатів України, набравши загалом 78 очок зі 144 можливих.
| Рік  | Місто           | Турнір                 | + | − | = | Результат | Місце |
| ---- | --------------- | ---------------------- | - | - | - | --------- | ----- |
| 1973 | Дніпропетровськ | 42-й чемпіонат України | 5 | 1 | 7 | 8½ з 13   | 4     |
| 1974 | Львів           | 43-й чемпіонат України |   |   |   | 7 з 13    | 17—25 |
| 1975 | Дніпропетровськ | 44-й чемпіонат України |   |   |   | 6 з 9     | 6—10  |
| 1976 | Донецьк         | 45-й чемпіонат України | 4 | 3 | 6 | 7 з 13    | 5     |
| 1978 | Ялта            | 47-й чемпіонат України | 5 | 2 | 8 | 9 з 15    | 5—6   |
| 1979 | Дніпропетровськ | 48-й чемпіонат України | 5 | 3 | 1 | 5½ з 9    | 12    |
| 1980 | Харків          | 49-й чемпіонат України |   |   |   | 8 з 13    | 10—16 |
| 1981 | Ялта            | 50-й чемпіонат України | 5 | 3 | 6 | 8 з 14    | 4—5   |
| 1984 | Київ            | 53-й чемпіонат України | 2 | 6 | 7 | 5½ з 15   | 14—15 |
| 1986 | Київ            | 55-й чемпіонат України | 3 | 5 | 7 | 6½ з 15   | 11    |
| 1987 | Миколаїв        | 56-й чемпіонат України | 3 | 4 | 8 | 7 з 15    | 9—12  |

## Зміни рейтингу
| На цьому місці має відображатися графік чи діаграма, однак з технічних причин його відображення наразі вимкнено. Будь ласка, не видаляйте код, який викликає це повідомлення. Розробники вже працюють для того, щоби відновити штатне функціонування цього графіка або діаграми. | |
| | На цьому місці має відображатися графік чи діаграма, однак з технічних причин його відображення наразі вимкнено. Будь ласка, не видаляйте код, який викликає це повідомлення. Розробники вже працюють для того, щоби відновити штатне функціонування цього графіка або діаграми. |